# 月曜の蛙、大海を知る。
『月曜の蛙、大海を知る。』（げつようのかわず、たいかいをしる。）は、2022年10月24日から2023年3月13日まで毎日放送（MBS）の制作により、TBS系列で毎週月曜 22:00 - 22:57（JST）に放送されていたバラエティ番組。

## 概要
芸能人が日常生活では経験しないような現場に身を置き、新たな知識を体得するバラエティ番組。
番組名と内容は、ことわざの『井の中の蛙大海を知らず』から採られている。
2022年8月22日を以て放送を終了した前番組『100%!アピールちゃん』の後番組として、同年9月12日にパイロット版『回転寿司!横浜中華街!もしも人気店で頼んだ一皿を芸能人が作ってたら…?』（かいてんずし! よこはまちゅうかがい! もしもにんきてんでたのんだひとさらをげいのうじんがつくってたら?）が放送されたのち、同年10月24日から放送開始。
なお、川島明（麒麟）、指原莉乃、 有岡大貴（Hey! Say! JUMP）は『100%! -』と上記のパイロット版から出演続投となる。
2023年春季改編を以て終了することが、同年3月7日に行われたTBSの4月期番組改編説明会にて発表。2022年10月の放送開始から6ヶ月での放送終了となった。後継番組となる『推しといつまでも』には、本番組MCの川島・指原、レギュラーの有岡は引き続き出演する。

## 出演者
☆：『100%!アピールちゃん』から継続出演。

### MC
- 川島明（麒麟）☆
- 指原莉乃 ☆ -2023年1月30日放送分では違う仕事で欠席。

### レギュラー
- 有岡大貴（Hey! Say! JUMP）☆

### 準レギュラー
- ハリセンボン（近藤春菜・箕輪はるか）☆

## 放送リスト
| 2022年 | 2022年   | 2022年                                                  | 2022年                                                                       | 2022年                                               | 2022年 |
| 回     | 放送日   | 企画                                                    | VTR出演                                                                      | スタジオゲスト                                       | 備考   |
| ------ | -------- | ------------------------------------------------------- | ---------------------------------------------------------------------------- | ---------------------------------------------------- | ------ |
| 0      | 9月12日  | くら寿司の新商品開発に挑む。                            | - ギャル曽根 - 有野晋哉 - 高島礼子 - 守屋麗奈                                | - 小芝風花 - 堀田茜 - 池田美優 - おいでやすこが      |        |
| 0      | 9月12日  | 大女優、横浜中華街に挑む。                              | - かたせ梨乃 - 鈴木砂羽                                                      | - 小芝風花 - 堀田茜 - 池田美優 - おいでやすこが      |        |
| 0      | 9月12日  | 麒麟川島、AERAのダジャレに挑む                          | - 川島明（麒麟） - デーブ・スペクター                                        | - 小芝風花 - 堀田茜 - 池田美優 - おいでやすこが      |        |
| 1      | 10月24日 | 日高屋のヒット商品開発を知る。                          | - かたせ梨乃 - 仁支川峰子                                                    | - ハリセンボン - 田中圭 - 山田杏奈                   |        |
| 1      | 10月24日 | ブランド好き芸能人、買取査定を知る。                    | - 君島十和子 - 黄皓 - 川崎希 - アレクサンダー                                | - ハリセンボン - 田中圭 - 山田杏奈                   |        |
| 1      | 10月24日 | 麒麟川島、全国1億人と公募対決。                         | - 川島明（麒麟） - 箕輪はるか（ハリセンボン） - 蓮見翔（ダウ90000） - 王林   | - ハリセンボン - 田中圭 - 山田杏奈                   |        |
| 2      | 10月31日 | 超人気女性雑誌のスタイリングの荒波を知る。              | - ダレノガレ明美 - 西山茉希 - 押切もえ - 楠玲子                              |                                                      |        |
| 2      | 10月31日 | 東京カレンダーの名物コピーを知る。                      | - 田中樹（SixTONES） - hitomi - 平子祐希（アルコ&ピース） - 都地真穂         |                                                      |        |
| 3      | 11月7日  | 超人気餃子店 ヒット開発の荒波を知る。                   | - かたせ梨乃 - 北斗晶 - 佐々木舞香（＝LOVE） - 村上知子（森三中） - 田中要次 | - ハリセンボン - 川田裕美                            |        |
| 4      | 11月14日 | 小太り芸人、最新ダイエット法を知る。                    | - おいでやす小田 - AYA - 村上健志（フルーツポンチ） - 黄皓                   | - 飯尾和樹（ずん） - 市川猿之助（4代目）             |        |
| 5      | 11月21日 | 中華激戦区No.1の荒波を知る。                            | - 加藤茶 - 加藤綾菜 - 六平直政 - RENA - や団                                 | - ハリセンボン - 生見愛瑠                            |        |
| 6      | 11月28日 | 人気女性誌のスタイリングを知る。                        | - 近藤千尋 - 辻元舞 - ヨンア - 竹村はま子 - 引田紗羅                         | - ハリセンボン - 高橋メアリージュン - ヨンア         |        |
| 6      | 11月28日 | コメ兵の買取金額を知る。                                | - 神田うの - 武田修宏                                                        | - ハリセンボン - 高橋メアリージュン - ヨンア         |        |
| 7      | 12月5日  | 人気チェーン店のゴーゴーカレー ヒット開発の荒波を知る。 | - 佐々木舞香（＝LOVE） - 小宮山雄飛（ホフディラン） - 一条もんこ             | - 陣内智則 - 小瀧望（ジャニーズWEST） - 鈴木福       |        |
| 8      | 12月12日 | 人気モデルのファッションセンスは本物？                  | - ヨンア - 紗羅マリー - 新内眞衣                                             | - 森田哲矢（さらば青春の光） - ヨンア - ハラミちゃん |        |
| 8      | 12月12日 | 人気芸能人の文章センスは本物？                          | - 犬山紙子 - 平子祐希（アルコ&ピース）                                       | - 森田哲矢（さらば青春の光） - ヨンア - ハラミちゃん |        |

| 2023年 | 2023年  | 2023年                                                                              | 2023年 | 2023年                                                           | 2023年 |
| 回     | 放送日  | 企画                                                                                | VTR出演 | スタジオゲスト                                                   | 備考   |
| ------ | ------- | ----------------------------------------------------------------------------------- | --- | ---------------------------------------------------------------- | ------ |
| 9      | 1月9日  | 驚きの最新美容を知る。                                                              | - 村上(マヂカルラブリー) - 藤本敏史(FUJIWARA) - 中野周平(蛙亭) - 河井ゆずる（アインシュタイン） - 田原可南子 - 岡井浄幸 | - ハリセンボン - 河井ゆずる（アインシュタイン） - トラウデン直美 |        |
| 10     | 1月16日 | 人気モデルのファッションセンスは本物？                                              | - 明石恵美子 - 辻元舞 - 田中美保 - 前田典子                                                                             | - ハリセンボン - 辻元舞 - 岡田結実                               |        |
| 10     | 1月16日 | 芸人のワードセンスは本物？                                                          | - 川島明（麒麟） - 箕輪はるか（ハリセンボン） - 蓮見翔（ダウ90000）                                                     | - ハリセンボン - 辻元舞 - 岡田結実                               |        |
| 11     | 1月23日 | 超激戦区コリアンタウンの荒波を知る。                                                | - 南果歩 - 元木大介 - 佐々木舞香（＝LOVE） - ヨンア - ネルソンズ                                                        | - 速水もこみち - 児嶋一哉（アンジャッシュ）                      |        |
| 12     | 1月30日 | 人気ビュッフェ店の新メニュー開発に挑む。                                            | - 風間トオル - 中山優馬 - かたせ梨乃 - Mr.シャチホコ - みはる                                                           | - 向井理 - ヒコロヒー - 藤井流星（ジャニーズWEST）               |        |
| 13     | 2月6日  | 人気モデルのファッションセンスは本物？                                              | - ヨンア - 高橋愛 - 堀未央奈 - MORIYA                                                                                   | - ハリセンボン - ファーストサマーウイカ                          |        |
| 13     | 2月6日  | ブランド好き芸能人、買取査定を知る。                                                | - 渡辺美奈代 - 藤井サチ                                                                                                 | - ハリセンボン - ファーストサマーウイカ                          |        |
| 14     | 2月13日 | 中年小太り芸能人が最新ダイエット法を知る。                                          | - 宮崎謙介 - 武尊 - たかし（トレンディエンジェル） - 黄皓 - 福田秀世 - 安井友梨                                         | - 小杉竜一（ブラックマヨネーズ） - 佐藤仁美                      |        |
| 15     | 2月20日 | リンガーハットの新メニュー開発に挑む。                                              | - かたせ梨乃 - 照英 - 守屋麗奈（櫻坂46） - Mr.マリック - レッツゴーよしまさ                                             | - ハリセンボン - ファーストサマーウイカ                          |        |
| 16     | 2月27日 | たった9000円でイケメンになる方法を知る。                                            | - オズワルド - 小堀裕之（2丁拳銃） - 野々村友紀子                                                                       | - 秋山竜次（ロバート） - 池田美優                                |        |
| 16     | 2月27日 | 人気モデルのファッションセンスは本物？                                              | - 滝沢カレン - ヨンア - 長谷川理恵 - 土生瑞穂（櫻坂46） - 川上さやか                                                    | - 秋山竜次（ロバート） - 池田美優                                |        |
| 17     | 3月6日  | 月曜日の蛙、大学受験の荒波を知る。 3児のシングルマザー 小倉優子の大学受験SP 411日間 | - 小倉優子 | - ハリセンボン - 中野美奈子                                      |        |
| 18     | 3月13日 | 総集編                                                                              | |                                                                  |        |

## ネット局
| 放送対象地域   | 放送局                    | 系列    | 放送時間           | ネット状況 |
| -------------- | ------------------------- | ------- | ------------------ | ---------- |
| 近畿広域圏     | 毎日放送（MBS）           | TBS系列 | 月曜 22:00 - 22:57 | 【制作局】 |
| 北海道         | 北海道放送（HBC）         | TBS系列 | 月曜 22:00 - 22:57 | 同時ネット |
| 青森県         | 青森テレビ（ATV）         | TBS系列 | 月曜 22:00 - 22:57 | 同時ネット |
| 岩手県         | IBC岩手放送（IBC）        | TBS系列 | 月曜 22:00 - 22:57 | 同時ネット |
| 宮城県         | 東北放送（tbc）           | TBS系列 | 月曜 22:00 - 22:57 | 同時ネット |
| 山形県         | テレビユー山形（TUY）     | TBS系列 | 月曜 22:00 - 22:57 | 同時ネット |
| 福島県         | テレビユー福島（TUF）     | TBS系列 | 月曜 22:00 - 22:57 | 同時ネット |
| 関東広域圏     | TBSテレビ（TBS）          | TBS系列 | 月曜 22:00 - 22:57 | 同時ネット |
| 山梨県         | テレビ山梨（UTY）         | TBS系列 | 月曜 22:00 - 22:57 | 同時ネット |
| 新潟県         | 新潟放送（BSN）           | TBS系列 | 月曜 22:00 - 22:57 | 同時ネット |
| 長野県         | 信越放送（SBC）           | TBS系列 | 月曜 22:00 - 22:57 | 同時ネット |
| 富山県         | チューリップテレビ（TUT） | TBS系列 | 月曜 22:00 - 22:57 | 同時ネット |
| 石川県         | 北陸放送（MRO）           | TBS系列 | 月曜 22:00 - 22:57 | 同時ネット |
| 静岡県         | 静岡放送（SBS）           | TBS系列 | 月曜 22:00 - 22:57 | 同時ネット |
| 中京広域圏     | CBCテレビ（CBC）          | TBS系列 | 月曜 22:00 - 22:57 | 同時ネット |
| 鳥取県・島根県 | 山陰放送（BSS）           | TBS系列 | 月曜 22:00 - 22:57 | 同時ネット |
| 岡山県・香川県 | RSK山陽放送（RSK）        | TBS系列 | 月曜 22:00 - 22:57 | 同時ネット |
| 広島県         | 中国放送（RCC）           | TBS系列 | 月曜 22:00 - 22:57 | 同時ネット |
| 山口県         | テレビ山口（tys）         | TBS系列 | 月曜 22:00 - 22:57 | 同時ネット |
| 愛媛県         | あいテレビ（itv）         | TBS系列 | 月曜 22:00 - 22:57 | 同時ネット |
| 高知県         | テレビ高知（KUTV）        | TBS系列 | 月曜 22:00 - 22:57 | 同時ネット |
| 福岡県         | RKB毎日放送（rkb）        | TBS系列 | 月曜 22:00 - 22:57 | 同時ネット |
| 長崎県         | 長崎放送（NBC）           | TBS系列 | 月曜 22:00 - 22:57 | 同時ネット |
| 熊本県         | 熊本放送（RKK）           | TBS系列 | 月曜 22:00 - 22:57 | 同時ネット |
| 大分県         | 大分放送（OBS）           | TBS系列 | 月曜 22:00 - 22:57 | 同時ネット |
| 宮崎県         | 宮崎放送（mrt）           | TBS系列 | 月曜 22:00 - 22:57 | 同時ネット |
| 鹿児島県       | 南日本放送（MBC）         | TBS系列 | 月曜 22:00 - 22:57 | 同時ネット |
| 沖縄県         | 琉球放送（RBC）           | TBS系列 | 月曜 22:00 - 22:57 | 同時ネット |

## スタッフ

### 月曜の蛙、大海を知る。
- 企画・演出・プロデュース：水野雅之（MBS）
- ナレーション：中井和哉、松嶌杏実
- 構成：堀江利幸、樅野太紀、興津豪乃、本松エリ、寺田智和、相澤昇
- TM：高石和隆（MBS）
- TD/SW：中澤宏
- CAM：稲本健汰
- 音声：小澤真琴
- VE：安井康喜
- 照明：ロション・ジュリアン
- CG：榛葉大介
- イラスト：shiohida
- 編集：岡田秀夫、林仁美
- MA：堀博勝
- 音効：松井夕莉奈、森田順菜
- 美術プロデューサー：吉田敬
- デザイン：竹中健
- 美術進行：太田菜摘
- 大道具製作：内海靖之
- 大道具操作：桜井和則
- アクリル装飾：二瓶実咲
- 装飾：藤生由紀
- 電飾：釜田慶一
- メイク：春山輝江
- 技術協力：Swish japan、PROGRESSO、イングス、戯音工房
- 美術協力：フジアール
- 協力：東京オフラインセンター、Time Rep他
- リサーチ：maneuver
- 編成：藤原大輔（MBS）
- 宣伝：竹山亜紀（MBS）
- デスク：宮澤なつみ・小中理恵（MBS）
- スチール：森下里香
- 番組アドバイザー：登坂琢磨・内藤史（MBS）
- AD：丹野祐貴、大住一真、崎凌、菊地愛、野原悠太郎、柴崎祐輔、角谷海央、竹谷進之介、山崎弘喜、川西美月、高橋匠、轟泉水、岩崎南風、菊地康介、渡部斐綱、金田昌也、中瀬勝太【週替り】
- AP：加藤彩華、豊田由佳梨、安倍裕菜、市川舞子、早坂千歩【週替り】
- キャスティング：田村力（ビーオネスト）、櫻井弘美（ROFL）
- ディレクター：浦川瞬、後亮佑、長田雄磨（AXON）、永井裕史(祐士)、大久保早紀（ウインズウイン）、桑原愛希（FAT TRUNK）、川崎貴博、本間和美、津宏典、永井雄一、松岡活美（花組）、三浦洸（THE WORKS）、杉浦裕樹、大村岳大、高木裕太、関谷優作、井上雄介、見崎陽亮、神戸謙太郎【週替り】
- チーフD：東海林明（THE WORKS）、渡邊美幸（MBS）【毎週】、鳥越一夫・村中良輔（FAT TRUNK）、山口博、大橋圭史（イーストF）【週替り】
- 演出：姉崎正広（SHO-GUN）
- 総合演出：山内健太郎（MBS）
- プロデューサー：合田忠弘・藤田恭輔（MBS）【毎週】、勝俣幸多（花組）、大森エミ・住田雄一（FAT TRUNK）、山本玲子（THE WORKS）、中谷徳秀(英)、黒木明紀（NON PRO）、出合信之・岩崎正志（MBS企画）、柴田裕正（イーストF）、岡崎佑美、日下潤（日下→えすと）、藤田典子（藤田典→以前は週替りAP）【週替り】
- チーフプロデューサー：深迫康之（MBS）
- 制作協力：テレバイダー、NON PRO、FAT TRUNK、MBS企画、EAST FACTORY INC.、えすと
- 製作著作：MBS

#### 過去のスタッフ
- 音効：堀敦詞、上口昭雄、加藤安時
- 宣伝：工藤舞弥（MBS）
- AD：坂本沙弥【毎週】
- 制作協力：Gunnai

#### 回転寿司!横浜中華街! もしも人気店で頼んだ一皿を芸能人が作ってたら…?（パイロット版）
- 企画・演出・プロデュース：水野雅之（MBS）
- ナレーション：中井和哉、松嶌杏実
- 構成：堀江利幸、樅野太紀、興津豪乃、本松エリ、寺田智和、相澤昇
- TM：高石和隆（MBS）
- TD/SW：中澤宏
- CAM：稲本健汰
- 音声：小澤真琴
- VE：安井康喜
- 照明：ロション・ジュリアン
- CG：OOD JOB
- 編集：岡田秀夫、林仁美
- MA：堀博勝
- 音効：上口昭雄、堀敦詞
- 美術プロデューサー：吉田敬
- デザイン：竹中健
- 美術進行：太田菜摘
- 大道具製作：内海靖之
- 大道具操作：桜井和則
- アクリル装飾：二瓶実咲
- 装飾：藤生由紀
- 電飾：釜田慶一
- メイク：春山輝江
- 技術協力：Swish japan、PROGRESSO、イングス、戯音工房
- 美術協力：フジアール
- 協力：東京オフラインセンター、Time Rep
- リサーチ：maneuver
- 編成：藤原大輔（MBS）
- 宣伝：竹山亜紀・藤井奈々（MBS）
- デスク：宮澤なつみ・小中理恵（MBS）
- スチール：森下里香
- 番組アドバイザー：登坂琢磨・内藤史（MBS）
- AD：坂本沙弥、竹谷進之介、髙瀬瑞乃、武岡澄也、佐藤実月、松井勇武、菊地愛、黄淼、吉﨑樹里
- AP：岡崎佑美
- キャスティング：田村力（ビーオネスト）、櫻井弘美（ROFL）
- ディレクター：本間和美、松尾多喜二（MBS企画）、永井裕史、松岡活美（花組）、桑原愛希（FAT TRUNK）、大久保早紀（ウインズウイン）
- チーフD：山口博、鳥越一夫（FAT TRUNK）、渡邊美幸（MBS）
- 総合演出：山内健太郎（MBS）
- プロデューサー：藤田恭輔（メディア・バスターズ）、出合信之（MBS企画）、黒木明紀（NON PRO）、高橋尚輝、勝俣幸多（花組）
- チーフプロデューサー：深迫康之（MBS）
- 制作協力：MBS企画、NON PRO、FAT TRUNK、テレバイダー、U-FIELD、Gunnai
- 製作著作：MBS